# Tomtehuset
| De två tomtemålningarna på fasaden mot Vasagatan |  | De två tomtemålningarna på fasaden mot Vasagatan |
| De två tomtemålningarna på fasaden mot Vasagatan |  |                                                  |

Tomtehuset (kvarteret Vasastaden 12:17) är ett villaliknade bostadshus i korsningen Viktoriagatan/Vasagatan i centrala Göteborg. Huset uppfördes 1890 för publicisten och riksdagsmannen Sven Adolf Hedlund efter ritningar av arkitekterna Hans Hedlund – brorson till byggherren – och Yngve Rasmussen. Huset är byggnadsminne sedan den 25 oktober 1982.
Bostadshuset har två våningar med souterrängvåning och är uppfört i tegel med en fasad med putsade ytor kombinerat med tegel. På första våningen finns bland annat  al frescomålningar kring fönstren. På andra våningen mot Vasagatan finns väggmålningar, som avspeglar husets första invånare och deras yrken. På målningarna syns tomtar verksamma som arkitekt, boktryckare och fotograf. Alla väggmålningar är bevarade utom i ett fält.
Målningarna är signerade med arkitekternas och Thorvald Rasmussen initialer samt daterade 4/10 1890. Thorvald Rasmussen var  konstnär med tomtar som specialité och bror till Yngve Rasmussen. Om Hedlund och bröderna Rasmussen själv utfört målningarna är inte helt klarlagt. I alla händelser var målarmästaren Q.W. Bergqvist engagerad i måleriarbetena.
Övre våningen, som ursprungligen var inredd till fotoateljé, byggdes om till bostad på 1920-talet, varvid ett stort glasfönster mot Vasagatan murades igen och taket förändrades. I övrigt bevarar exteriören i stort sett sitt ursprungliga skick.

### Webbkällor
- Tomtehuset, Karta från Lantmäteriet. Läst 11 juni 2015.
- Tomtehuset, Lagskydd, Bebyggelseregistret, Riksantikvarieämbetet. Läst 11 juni 2015.
- Tomtehuset, Historik, Bebyggelseregistret, Riksantikvarieämbetet. Läst 11 juni 2015.